# Colby O'Donis
Colby O'Donis (New York, 14 marzo 1989) è un cantautore statunitense, conosciuto soprattutto per aver partecipato al singolo di debutto di Lady Gaga, Just Dance.

## Carriera
Trasferitosi in Florida durante l'infanzia, già da giovanissimo O'Donis inizia a collaborare con il team di produttori/compositori Full Force, autori di numerosi successi dei Backstreet Boys, degli 'N Sync e di Britney Spears. All'età di 10 anni ottiene un contratto con la Motown Records, per la quale registra il brano Mouse in the House, per la colonna sonora del film del 1999 Stuart Little. Ad 11 anni fa parte del cast della sitcom statunitense Grandpa's Garage, e dall'età di 14 anni apre i concerti di JoJo, B-5, Backstreet Boys, Brian McKnight, 98º, 'N Sync, Keyshia Cole, 112, Montell Jordan, Daddy Yankee, Omarion, Don Omar, Akon, Rihanna, Bobby Valentino, Ne-Yo e Lil Wayne.. O'Donis lavora anche con Michael Jackson per registrare il singolo Your Love in My Life. Come attore comparirà anche per alcuni episodi nel telefilm Ned - Scuola di sopravvivenza.
In seguito Colby O'Donis collaborerà con Akon, che produrrà il suo primo singolo What You Got, in cui il cantante senegalese partecipa anche come featuring, pubblicato il 26 febbraio 2008. Nell'aprile dello stesso anno O'Donis viene scelto per partecipare al popolare brano Just Dance di Lady Gaga che permette al cantante di ottenere una certa popolarità a livello mondiale. A giugno viene pubblicato Don't Turn back a cui segue l'album di debutto Colby O, pubblicato il 16 settembre 2008. Il 23 novembre 2008, Colby O'Donis è stato invitato a cantare l'inno nazionale americano all'apertura del MLS Cup 2008. Colby in seguito ha collaborato al brano Beautiful di Akon, ed a dicembre ha ricevuto una nomination ai Grammy Awards per il suo contributo al brano Just Dance di Lady Gaga.

## Discografia

### Album in studio
- 2008 – Colby O

### Singoli come artista principale
- 2008 – What You Got (feat. Akon)
- 2008 – Don't Turn Back
- 2009 – Let You Go
- 2009 – I Wanna Touch You
- 2010 – Texting Flirtation
- 2012 – Like Me
- 2013 – Lean
- 2013 – Turn This Night Around
- 2013 – Come Back
- 2013 – State Of Mind
- 2014 – Kiss Those Lips
- 2015 – Going Down Tonight
- 2015 – Have Yourself A Merry Little Christmas
- 2020 – Hold On
- 2020 – Confidence
- 2021 – Don't Worry

### Singoli come artista ospite
- 2008 – Just Dance (Lady Gaga feat. Colby O'Donis)
- 2009 – Beautiful (Akon feat. Colby O'Donis)
- 2009 – Hey Yo! (Brooke Hogan feat. Colby O'Donis)
- 2008 – What You Waiting For (Mizz Nina feat. Colby O'Donis)
- 2021 – Don't Worry (BELARO feat. Colby O'Donis)